# Klosterkirche St. Barbara (Scheibbs)

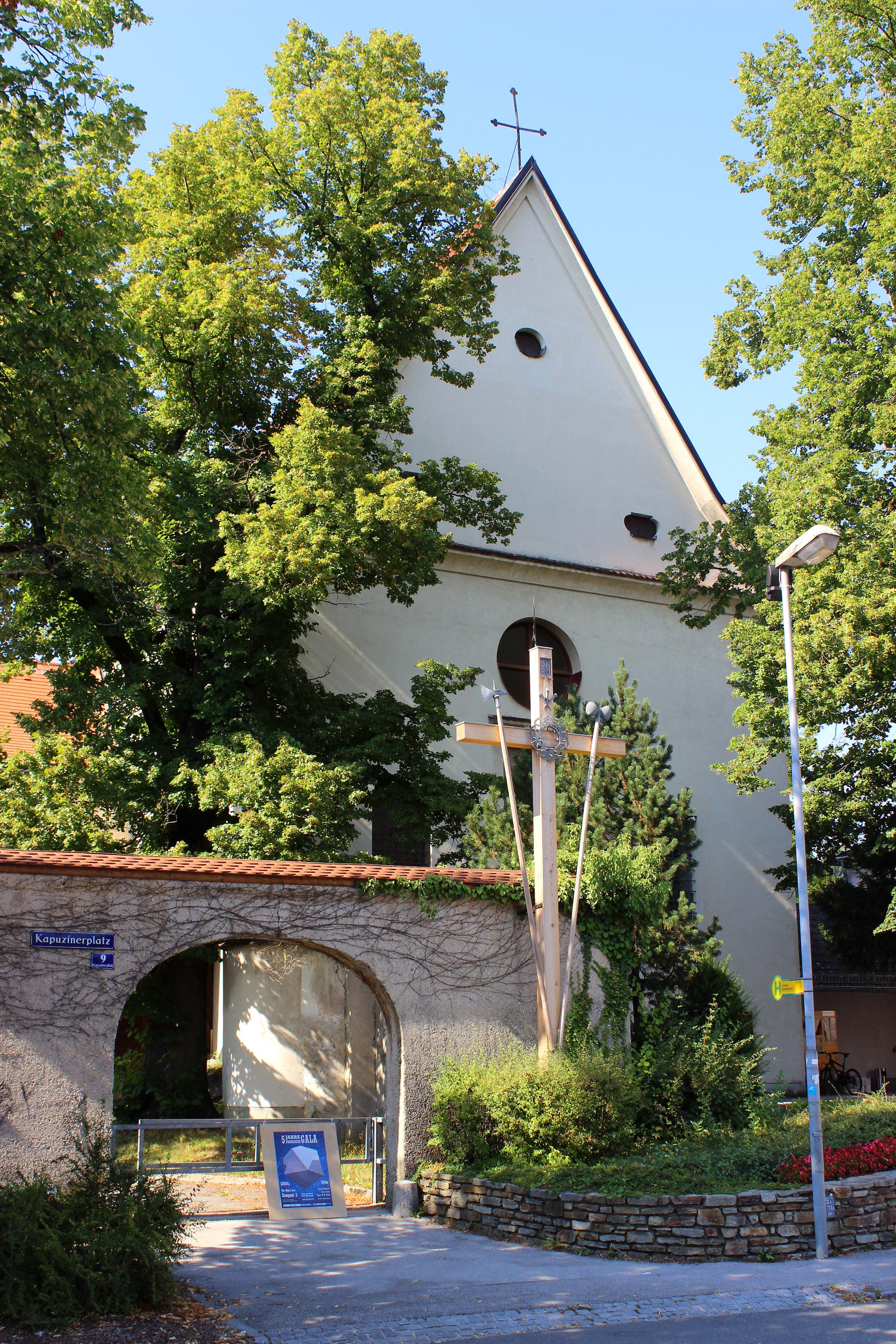
Außenansicht

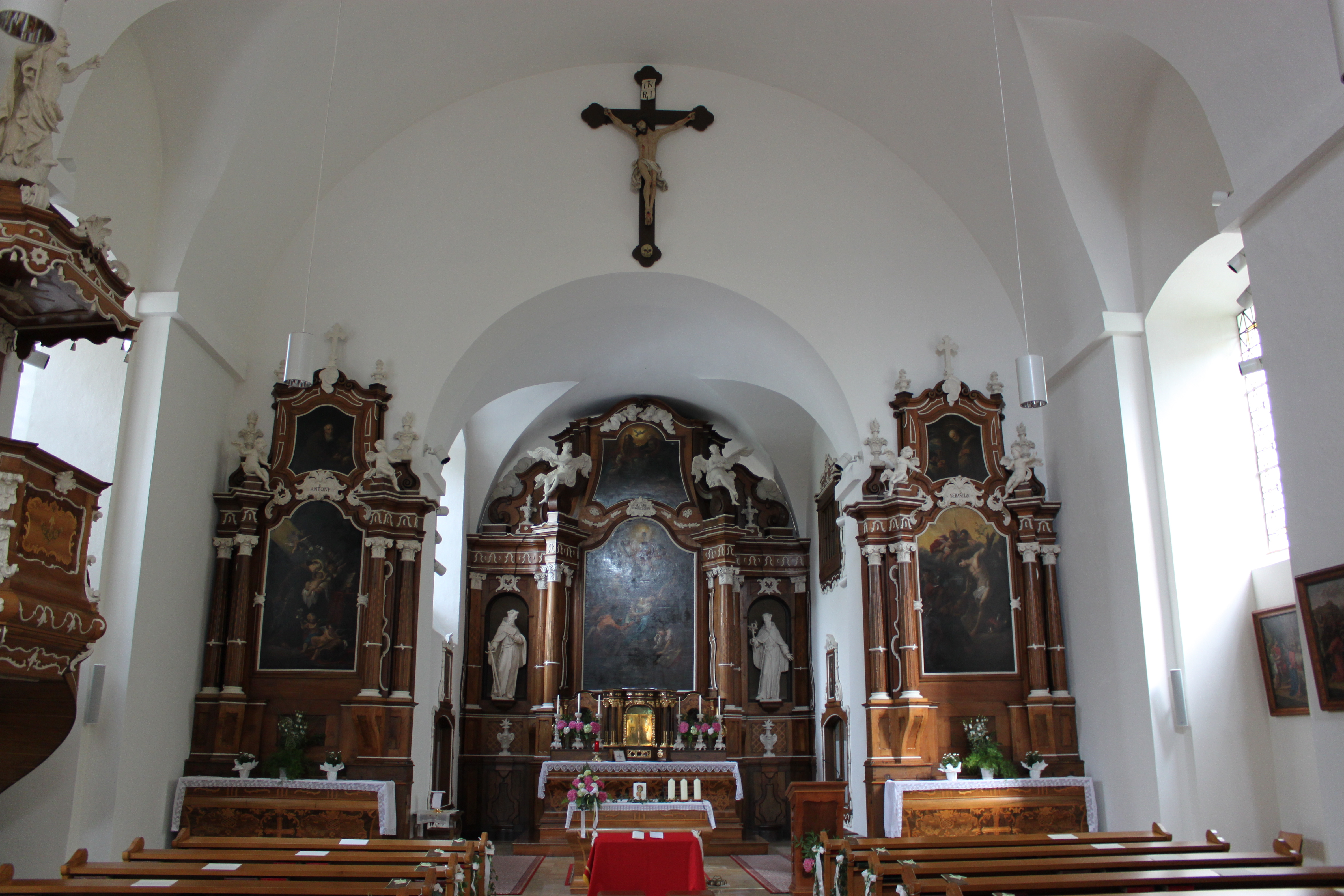
Innenraum der Klosterkirche St. Barbara

Die Klosterkirche Scheibbs, die der heiligen Barbara geweiht ist, liegt am Kapuzinerplatz im niederösterreichischen Scheibbs und ist die zweite katholische Kirche der Pfarre Scheibbs, neben der Stadtpfarrkirche. Sie bildet ein Ensemble mit dem dazugehörigen Kloster, das heute ein Internat und eine Krankenpflegeschule beherbergt. Sowohl Hochaltar- als auch beide Nebenaltarbilder stammen von Kremser Schmidt. Klostergebäude und Kirche stehen unter Denkmalschutz (Listeneintrag).

## Geschichte
Scheibbs ist seit 1322 Pfarre, 1338 schenkte Herzog Albrecht II. den Markt Scheibbs seiner Lieblingsstiftung, dem Kartäuserkloster Gaming. Somit wurde Scheibbs weltliches Verwaltungszentrum der Klosterherrschaft und das Schloss dessen Zentrum. Doch erst ab 1677 wirkte der Kartäuserorden in geistlicher Hinsicht in Scheibbs. Dafür wurde vor dem ehemaligen nördlichen Stadttor, dem Wienertor, außerhalb der Stadtmauern in den Jahren 1678–1684 ein Kapuzinerkloster und die dazugehörige Kirche St. Barbara erbaut.
Wegen Priestermangel im Ordensstand mussten die Kapuziner Kloster und Pfarre 1995 abgeben. Von 1938 bis 1939 war Kardinal Franz König als Kaplan in Scheibbs tätig.

## Das Äußere
Kloster und Kirche zeigen die für diesen Orden verbindlichen Bauformen. Die einfach gegliederte Kirchenfassade weist das Gotteshaus jedoch für den Kenner sofort als Kapuzinerkirche aus.

## Das Innere

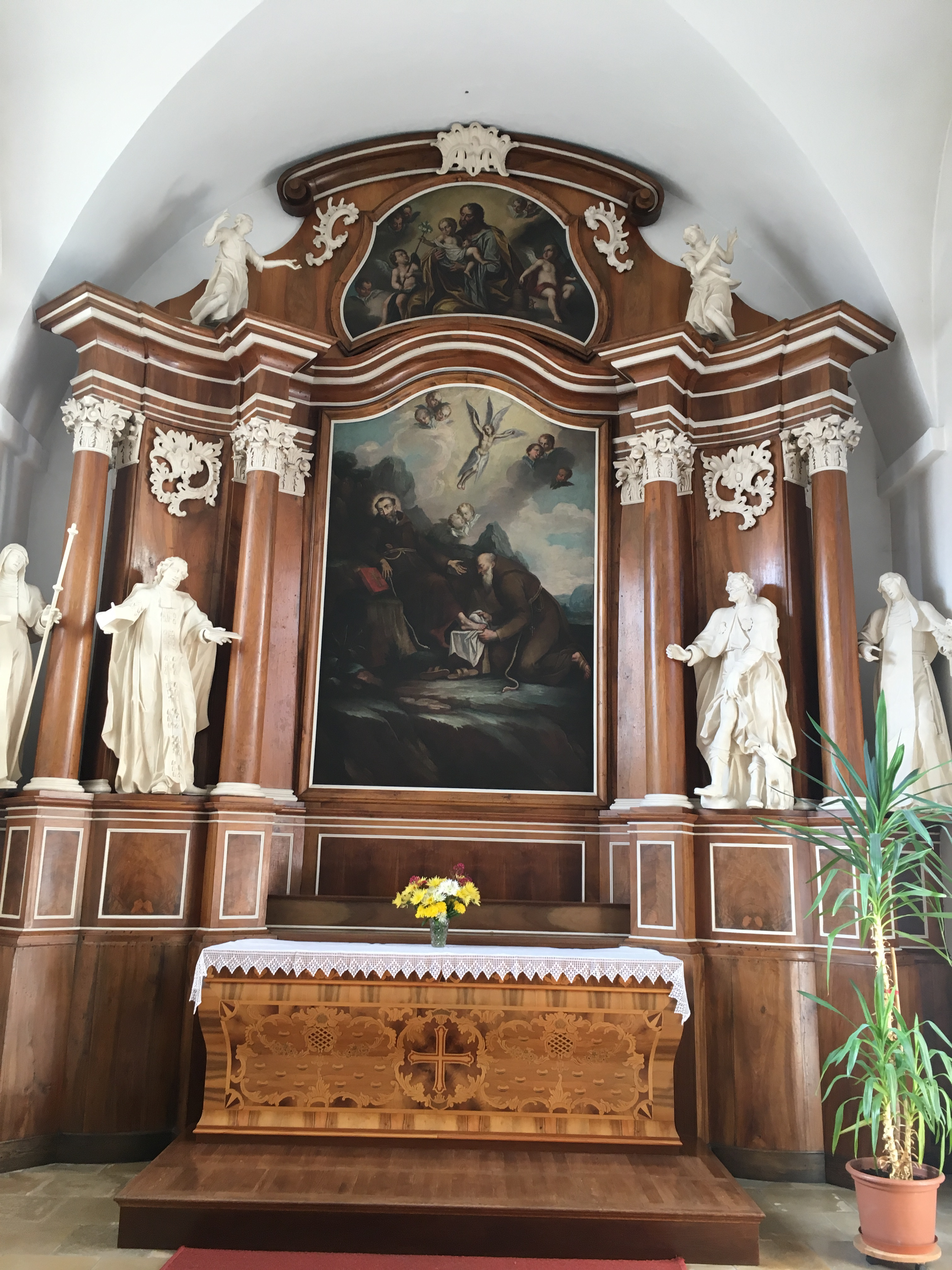
Hochaltarbilder von Kremser Schmidt

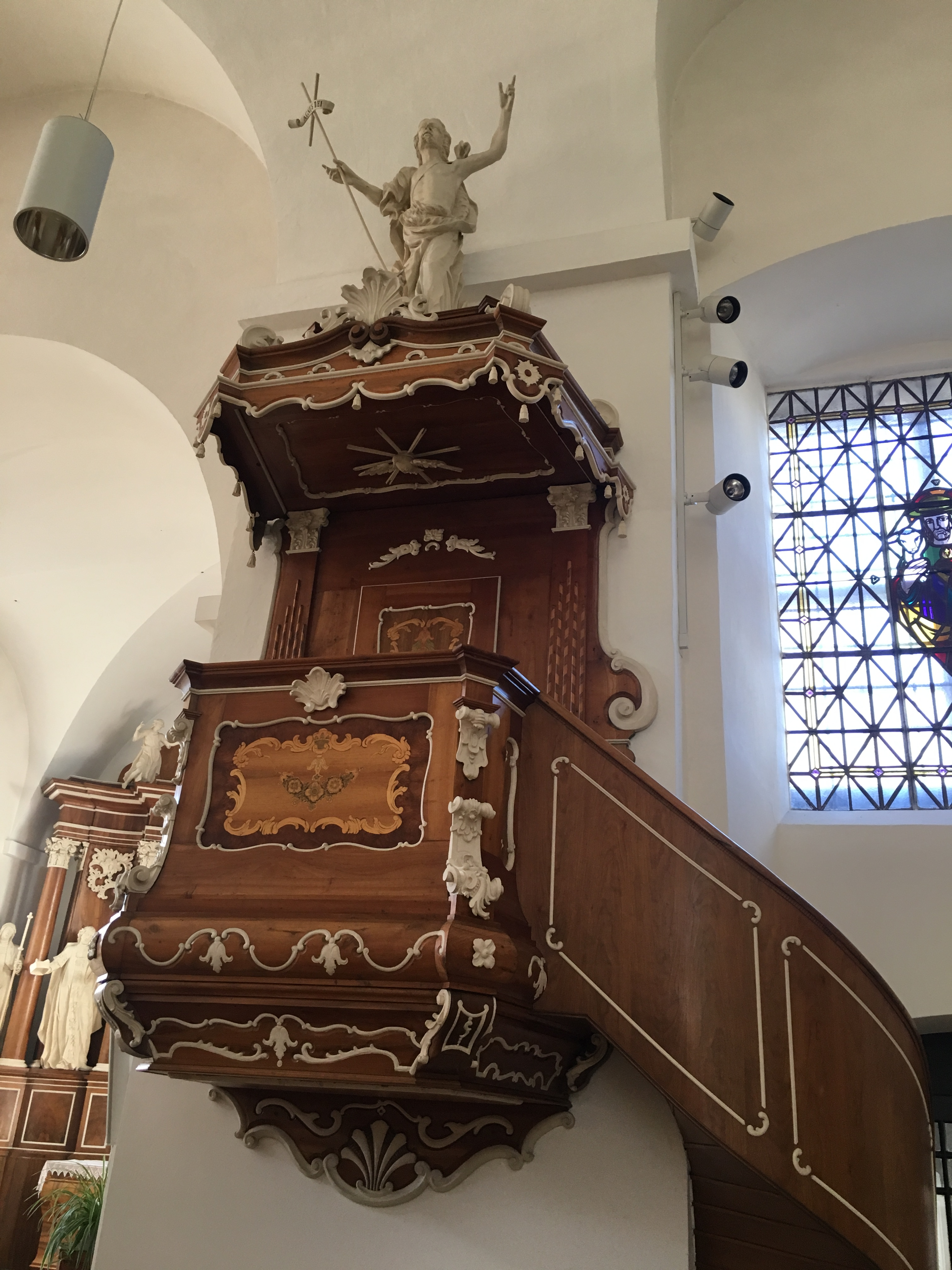
Kanzel

Durch ein schönes, aus einheimischem Marmor errichtetes Portal gelangt man in einen nüchternen tonnengewölbten Saalraum mit einem quadratischen Chor. An der Westseite ist eine Seitenkapelle zu Ehren des Ordensvaters Franz von Assisi angebaut.
Einfach und schlicht, aber in einer seltenen Geschlossenheit, präsentiert sich auch die Einrichtung aus dem späten 18. Jahrhundert. Da ist an den barocken Holzaltären keine Marmorierung zu sehen und Vergoldungen sind nur im Bereich des Tabernakels zu finden. An die Stelle des Goldes tritt z. B. bei den Kapitälen der Säulen eine Kreidefassung. Die Antependien der Altäre zieren schöne Einlegearbeiten. Gerade durch diese Gestaltung strömt der ganze Kirchenraum eine gewisse Wärme aus.
Das Hochaltarbild zeigt die Enthauptung der heiligen Barbara, der Kirchenpatronin, die ihre Erwählung dazu wohl dem Umstand zu verdanken hat, dass die Kirche sich im Eisenwurzengebiet befindet. Das Oberbild stellt die Krönung Mariens durch den Dreifaltigen Gott dar, und die Bilder der Seitenaltäre die Heiligen Antonius von Padua und Sebastian. Alle genannten Bilder stammen aus der Werkstatt des Martin Johann Schmidt, auch bekannt unter dem Namen Kremser Schmidt.
Von 1912 bis 1913 schuf der Bildhauer Josef Schagerl senior die letzte große Altarkrippe Österreichs für die Klosterkirche Scheibbs mit 21 überlebensgroßen Figuren.

## Orgel
Die Orgel der Klosterkirche St. Barbara wurde 2010 von der Haager Orgelbauwerkstatt Pieringer unter Einbeziehung des historischen Gehäuses von Max Jakob errichtet. Sie verfügt über 17 Register auf drei Manualen (eines davon als Koppelmanual) und Pedal.
Die Orgel hat folgende Disposition:
| II Hauptwerk C–f3 |       |
| Geigenprincipal   | 8′    |
| Spitzflöte        | 8′    |
| Octav             | 4′    |
| Dulciana          | 4′    |
| Quinte            | 2 ⁄3′ |
| Superoctave       | 2′    |
| Mixtur III–IV     | 1 ⁄3′ |

| III Schwellwerk C–f3 |        |       |
| Bourdon              | 8′     |       |
| Viola                | 8′     |       |
| Schwebung            | 8′     | ab c0 |
| Traversflöte         | 4′     |       |
| Piccolo              | 2′     |       |
| Sesquialtera         | 2 ⁄3′  | ab c0 |
| Sesquialtera         | 1 3⁄5′ |       |
| Oboe                 | 8′     |       |
| Tremulant            |        |       |

| Pedal C–d1 |     |
| Subbass    | 16′ |
| Cello      | 8′  |

- Koppeln: Koppelmanual I, II/III, II/P, III/P